# 天野尚
天野 尚（あまの たかし、1954年7月18日 - 2015年8月4日）は、日本の写真家、実業家、元競輪選手。新潟県西蒲原郡巻町（現・新潟市西蒲区）出身。新潟県立吉田商業高等学校（現・吉田高等学校）卒業。アクアデザインアマノの創業者で、ネイチャーアクアリウムを提唱した。また写真家としては、アマゾン、ボルネオなどの熱帯雨林の撮影に力を注いでいた。

## 略歴
1954年7月18日、新潟県西蒲原郡巻町に生まれる。16年間競輪選手として活動する一方で世界各地の熱帯雨林を訪れ、風景写真やエッセイを専門誌に発表するなどした。
1982年、アクアデザインアマノを創立。アクアリストでもあり、自身のデザインした水槽のレイアウトをADA本社にネイチャーアクアリウム・ギャラリーとして展示している。
豊富な自然体験をもとにした講演活動を、日本国内はもとより、ドイツ、イタリア、ポルトガル、ポーランド、ロシア、アメリカなど世界各国で精力的に行い、2009年5月に世界環境写真家協会を設立し、写真家としても地球環境を守るための植樹の重要性を訴えている。地元新潟にある国際ペットワールド専門学校ネイチャーアクアリウムコースで観賞魚業界への就職を目指し学んでいる学生に特別講義も行っていた。2012年5月にオープンしたすみだ水族館の水草水槽のレイアウトを手掛けたほか、2015年にはポルトガルのリスボン海洋水族館で淡水としては世界最大の全長40メートルのネイチャーアクアリウム水槽のレイアウトを完成させ、水景クリエーターとして世界中のアクアリストからも高い評価を得た。
2015年、リスボン水族館オセアナリオにて世界最大の淡水水槽のレイアウトを手掛ける。
2015年8月4日、癌から併発した肺炎のため西蒲区の自宅で死去。61歳没。

## 写真集
- 1992年 「ガラスの中の大自然」（マリン企画、ISBN 978-4895121262）
- 1994年 「水—自然への回帰」（マリン企画、ISBN 978-4895121507）
- 2004年 「The Rio Negro」（マリン企画）
- 2007年 「佐渡—海底から原始の森へ」（アクアデザインアマノ）

## テレビ出演
- 僕とお魚と水草の時間〜アクアリウムと暮らす〜（2008年7月11日、BSジャパン）
- 夢の扉+（2012年6月3日、TBS）
- BSN新潟放送創立60周年特別番組 『生命のチカラ 日本の天然杉 〜佐渡・忘れられた森の物語〜』（2013年1月19日、TBS系列、新潟放送製作）

## 主な写真展
- 「『佐渡』海底から原始の森へ」
- 「視力6.0で見たニッポン」